# ببین، خیال‌اندیشی جهان به هم متصل را
ببین، خیال‌اندیشی جهان به هم متصل را (انگلیسی: Lo & Behold, Reveries of the Connected World) یک فیلم به کارگردانی ورنر هرتسوک است که در سال ۲۰۱۶ منتشر شد.